# Il paria
Il paria (dt.: „Der Unberührbare“) ist eine Opera seria (Originalbezeichnung: „melodramma“) in zwei Akten von Gaetano Donizetti. Das Libretto verfasste Domenico Gilardoni, der schon mehrmals für Donizetti gearbeitet hatte. Teile aus Il paria verwendete Donizetti später für Anna Bolena, La romanziera e l’uomo nero, Torquato Tasso, Le duc d’Albe und Il diluvio universale.

## Handlung

### Erster Akt
Akebare möchte seine Tochter Neala mit dem siegreichen Feldherrn Idamore verheiraten, obwohl er diesen wegen seines Erfolgs beneidet. Neala liebt Idamore zwar, weiß aber nichts von den Plänen ihres Vaters und fürchtet um ihr Schicksal. Aber Idamore hat ein Geheimnis: Er ist ein Paria, einer der Unberührbaren, die von Brahma verflucht sein sollen. Es ist ihm in der Armee bisher gelungen, seine Herkunft zu verbergen.
Sein Vater Zarete hat lange nicht mehr von seinem Sohn gehört und macht sich nun inkognito auf die Suche nach ihm. Als er Idamore begegnet, vernimmt er, dass sein Sohn die Tochter seines Todfeindes heiraten soll. Er reagiert verständnislos und zornig. Schließlich verspricht Idamore seinem Vater, mit ihm fliehen, vorher aber möchte er sich noch von Neala verabschieden.

### Zweiter Akt
Idamore kann der Versuchung, Neala heiraten zu dürfen, nicht widerstehen. Er gesteht ihr seine Herkunft. Sie beschließen, diese zu verschweigen und vor den Altar zu treten, obwohl es für Parias bei Todesstrafe verboten ist, einen Tempel zu betreten. Neala verspricht, mit ihm nach der Hochzeit zu fliehen.
Zarete vernimmt von der Heiratsplänen und dringt in den Tempel ein. Er wird von Akebare zum Tod verurteilt, da er den Tempelbereich entweiht hat. Idamore bekennt sich zu seinem Vater und gesteht, dass auch er ein Paria ist. Beide werden zum Tod verurteilt. Akebare triumphiert.

## Werkgeschichte
Die erfolgreiche Uraufführung im Teatro San Carlo in Neapel fand am 12. Januar 1829 statt, ein Jahr nach der Premiere von L’esule di Roma. Wie damals sangen Adelaide Tosi (Neala), Giovanni Battista Rubini (Idamore), Luigi Lablache (Zarete), dazu kamen Giovanni Campagnoli als Akebare, Edvige Ricci als Zaide und Gaetano Chizzola als Empsaele. Der Dirigent war Nicola Festa. Die Bühnenbilder stammten von Pasquale Canna, Raffaele Trifori und Nicola „Nicoletto“ Pellandi.

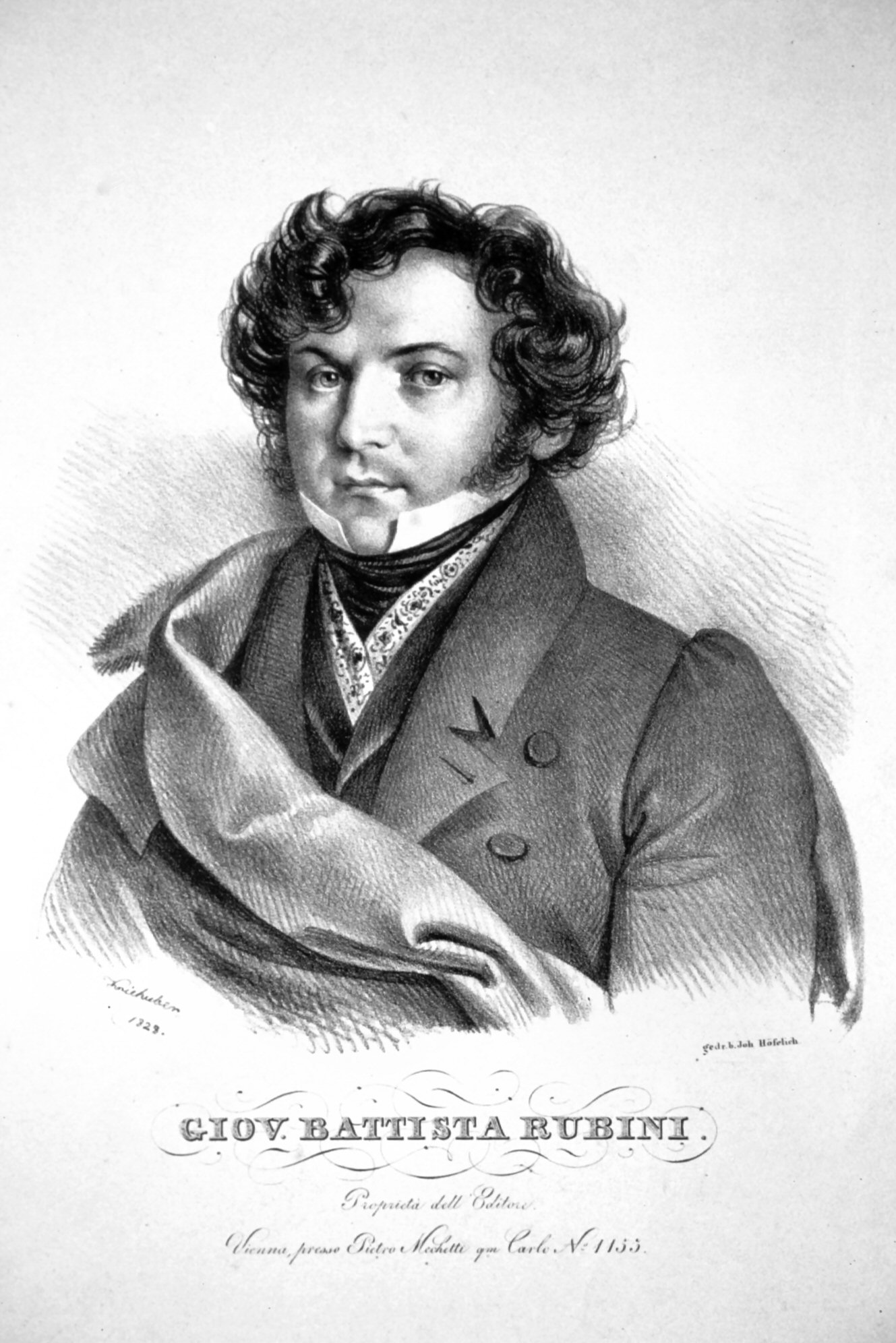
Giovanni Battista Rubini, der erste Idamore
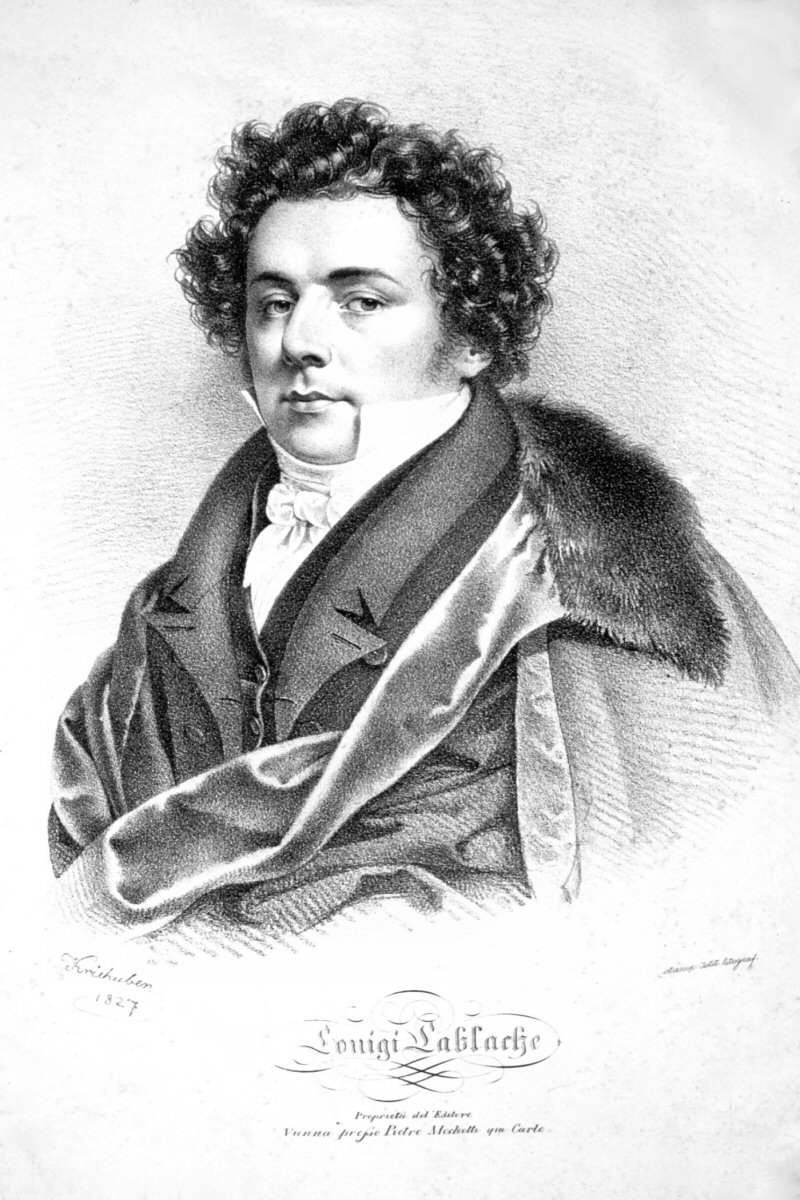
Luigi Lablache, der erste Zarete

## Diskographie
- 2021: Mark Elder; Albina Shagimuratova, René Barbera, Misha Kiria, Marko Mimica; Opera Rara[2][3]
- 2001: Marco Berdondini; A. Verducci, P. Cigna, M. Bronikowski, F. Castiglioni; Faenza[4]